# Sojamælk
Sojamælk er et vegansk produkt til erstatning for almindelig mælk. Det er fremstillet af sojabønner og vand, idet veganere undgår alt, hvad der stammer fra dyr. Dog anbefaler Sundhedsstyrelsen, at sojadrik ikke drikkes i stedet for komælk af børn under to år.